# 信条村
信条村（しんじょうむら）は、かつて新潟県南蒲原郡にあった村。

## 沿革
- 1889年（明治22年）4月1日 - 町村制施行に伴い南蒲原郡下沼新田、真野代新田、中条新田、西野新田が合併し、信条村が発足。
- 1901年（明治34年）11月1日 - 南蒲原郡中之島村、神通村、中通村、中野村、中条村、西所村、三沼村と合併し、中之島村を新設して消滅。